# グロテスク (曲)
「グロテスク feat. 安室奈美恵」（ぐろてすく ふゅーちゃりんぐ あむろなみえ）は、平井堅の楽曲である。2014年4月2日にアリオラジャパンより通算36枚目のシングルとして発売された。規格品番は初回生産限定盤AがBVCL-583/4、BがBVCL-585/6、通常盤がBVCL-587。

## 解説
日本の女性歌手、安室奈美恵とのコラボ曲。前作、配信限定シングル「桔梗が丘」から約5か月を経て発表された。フィジカル・シングルとしては「告白」以来約1年10ヶ月ぶりとなる。またデフスターレコーズから同じくソニー・ミュージックレーベルズ内のアリオラジャパンへレコードレーベルを移籍してから初となるCDシングル盤である。なお、平井自身の作曲ではないオリジナルシングルA面曲は、日本人ピアニスト櫻井大介作曲の「CANDY」以来約4年半ぶり、外国人となると、Babyface作曲の「Missin' you 〜It will break my heart〜」以来約12年ぶりである。
平井にとってキャリア初のコラボレーションシングル実現のきっかけは、ツアーのたびにライブ会場へ訪れ「多くを語らず、ストイックに歌と踊りを磨き続ける」安室をリスペクトする平井が、とにかく一度一緒に作品を制作したい思いで、手紙でオファーしたこととされる。平井がどうせコラボをやるなら強いもの、2人並んだ絵がキャッチーな方を想像した時に、真っ先に浮かんだのが安室だったという。「ビジュアルシングル」として常に映像や写真をイメージしながら制作を進め、約1年を費やし「濃厚なエネルギーを放つポップチューン」「生きることに葛藤し、格闘する全ての人への、少々歪んだ応援歌」を完成させた。
ミュージック・ビデオは、安室の「Big Boys Cry」やSMAPの「MOMENT」等のMVを制作している二宮“NINO”大輔が初めて担当。「裁判所の法廷」をモチーフに人間の持つ「表の顔と裏の顔」「光と闇」「正義と悪」という世界観を表現している。平井と安室も全編にわたって出演し、コラボパフォーマンスを披露している。なお、2018年9月15日（安室引退前日）に沖縄コンベンションセンターで『WE ♥ NAMIE HANABI SHOW』の前夜祭として開催されたフェス形式の一夜限りの音楽ライブ『I ♥ OKINAWA／I ♥ MUSIC』において、このMVをバックに平井と安室は最初で最後のコラボライブパフォーマンスを行った。
CDパッケージは、ボーナスDVDが付属した初回生産限定盤A、Bと、3曲入り通常盤の3形態でリリースされた。なお、CDシングルが3形態で発売されたのも、平井堅にとっては初めてである。初回限定盤Aにはタイトル曲のミュージック・ビデオが、初回限定盤Bには「KEN HIRAI TV Vol.2」と題した特典映像が収録されている。また、初回生産限定盤と通常盤初回生産分に限り、応募特典としてバックステージへの招待やサイン入りグッズが抽選で当選する告知フライヤーが封入され、一部のCDショップでは外付けの特典が配付された。
初回生産限定盤Bと通常盤の2曲目に収録されている「桔梗が丘」は、ミサワホームのコマーシャルソング。自身の故郷の地名をタイトルに冠し、親の目線で綴った歌詞が印象的な曲。ミュージックビデオでは故郷での親子共演が実現したことも大きな話題になった。大橋トリオがプロデュースしている。
通常盤の3曲目に収録されている「青空傘下」は、日本赤十字社平成25年はたちの献血キャンペーンTVCMソング。演奏･編曲にアコースティック･ギター･デュオ、ゴンチチが参加しており、平井堅の歌声と温かく優しい音色が絶妙にマッチした作品となっている。アルバム未収録。

## 収録曲

### 初回生産限定盤A
| #         | タイトル                        | 作詞      | 作曲                             | 編曲            | 時間 |
| --------- | ------------------------------- | --------- | -------------------------------- | --------------- | ---- |
| 1.        | 「グロテスク feat. 安室奈美恵」 | 平井堅    | Matthew Tishler, Daniel J.Plante | Daniel J.Plante | 3:46 |
| 2.        | 「グロテスク（Instrumental）」  |           | Matthew Tishler, Daniel J.Plante | Daniel J.Plante | 3:44 |
| 合計時間: | 合計時間:                       | 合計時間: | 合計時間:                        | 合計時間:       | 7:30 |

| #  | タイトル                                    | 作詞 | 作曲・編曲 | 時間 |
| -- | ------------------------------------------- | ---- | ---------- | ---- |
| 1. | 「グロテスク feat. 安室奈美恵 MUSIC VIDEO」 |      |            | 3:52 |

### 初回生産限定盤B
| #         | タイトル                        | 作詞      | 作曲                             | 編曲            | 時間 |
| --------- | ------------------------------- | --------- | -------------------------------- | --------------- | ---- |
| 1.        | 「グロテスク feat. 安室奈美恵」 | 平井堅    | Matthew Tishler, Daniel J.Plante | Daniel J.Plante | 3:46 |
| 2.        | 「桔梗が丘」                    | 平井堅    | 平井堅                           | 大橋好規        | 4:25 |
| 合計時間: | 合計時間:                       | 合計時間: | 合計時間:                        | 合計時間:       | 8:11 |

| #  | タイトル               | 作詞 | 作曲・編曲 | 時間  |
| -- | ---------------------- | ---- | ---------- | ----- |
| 1. | 「KEN HIRAI TV Vol.2」 |      |            | 31:38 |

### 通常盤
| #         | タイトル                        | 作詞      | 作曲                             | 編曲                                 | 時間  |
| --------- | ------------------------------- | --------- | -------------------------------- | ------------------------------------ | ----- |
| 1.        | 「グロテスク feat. 安室奈美恵」 | 平井堅    | Matthew Tishler, Daniel J.Plante | Daniel J.Plante                      | 3:46  |
| 2.        | 「桔梗が丘」                    | 平井堅    | 平井堅                           | 大橋好規                             | 4:25  |
| 3.        | 「青空傘下」                    | 平井堅    | 平井堅                           | ゴンチチ（ゴンザレス三上、チチ松村） | 5:30  |
| 合計時間: | 合計時間:                       | 合計時間: | 合計時間:                        | 合計時間:                            | 13:41 |